# Ивченко, Евгения Гордеевна
 Евге́ния Горде́евна И́вченко  (1918, Екатеринбург — 2005, Уфа) — советский химик-технолог.

## Биография
Родилась 6 декабря 1918 года в Екатеринбурге.
В 1941 году окончила Уральский индустриальный институт имени С. М. Кирова (Свердловск).
По окончании института работала на Уфимском нефтеперерабатывающем заводе начальником установки (с 1954 года), с 1947 года — начальником цеха, с 1951 года — зам. главного инженера.
С 1954 года работала в УфНИИ, в 1956—1982 годах зав. лабораторией БашНИИНП.
Область научных интересов: свойства нефтей и прогнозирование качества светлых нефтепродуктов. Евгения Гордеевна участвовала в разработке и внедрении схем переработки различных нефтей.
Умерла 29 марта 2005 года в Уфе.

## Труды
Автор около 45 печатных работ, включая 4 монографий. Имеет 1 изобретение.

## Награды и звания
- Сталинская премия третьей степени (1950).— за разработку и внедрение процесса получения высокооктанового компонента к авиационным бензинам
- орден «Знак Почёта» (1948)
- заслуженный деятель науки и техники (1969).
- заслуженный нефтяник БАССР (1966)
- Почётный нефтехимик СССР (1981).